# Anas superciliosa
Anas superciliosa е вид птица от семейство Патицови (Anatidae).

## Разпространение
Видът е разпространен в Американска Самоа, Австралия, Вануату, Индонезия, Източен Тимор, Маршалови острови, Микронезия, Нова Каледония, Нова Зеландия, Острови Кук, Палау, Папуа Нова Гвинея, Самоа, Соломоновите острови, Тонга, Фиджи и Френска Полинезия.